# Booué
Booué egy település Gabonban, Ogooué-Ivingo tartományon belül, amit Pierre Savorgnan de Brazza alapított még 1848-ban Nangashiki néven, ám később lecserélték Mboué-re, majd a jelenleg is használatos Booué-re. A város Mboué néven volt Gabon fővárosa 1953-ig. A település ma az Ogooué-Ivindo tartományba tartozik.
1. ↑  Gabon. Cities & Urban Places. Citypopulation.de